# Жареные голубки
Жареные голубки (пол. Pieczone gołąbki) — польский чёрно-белый художественный фильм, комедия 1966 года.

## Сюжет
Леопольд Гурский работает в предприятии водопроводов на посту заводского поэта, который через радиоузел поёт песенки и читает стихотворения. Его работа нужная, потому что непрерывный шум воды усыпляет работников. У поэта есть творческие проблемы, потому что он живёт в ужасных условиях. Шанс на заводскую квартиру, но партийный секретарь требует взамен помощи.  Поэтому поэт переодевается за рабочего и пробует улучшить мнение самой плохой гидравлической бригады.

## В ролях
- Кшиштоф Литвин — Леопольд Гурский, заводской поэт
- Хенрик Бонк — Зярницкий, партийный секретарь
- Адам Мулярчик — мастер Вежховский
- Ежи Карашкевич — Дробняк, член бригады Вежховского
- Вацлав Ковальский — Колодзейчик, член бригады Вежховского
- Магдалена Завадска — Катажина
- Эльжбета Старостецкая — журналистка
- Збигнев Кочанович — директор предприятия водопроводов
- Ивона Слочиньская — секретарша директора предприятия водопроводов
- Юзеф Лодыньский — Бальцежак, председатель совета предприятия
- Адам Павликовский — гость с Запада
- Тадеуш Сомоги — гость с Запада
- Сильвестер Пшедвоевский — гость с Запада
- Ярослав Скульский — гость с Запада
- Януш Клосиньский — Людвик Бискуп, работник водопроводов
- Адам Пежик — Васьковский, работник водопроводов
- Витольд Скарух — Витек, диспетчер
- Юлиуш Калиновский — хозяин Леопольда
- Людвик Касендра — продавец
- Анджей Гавроньский — милиционер
- Ян Павел Крук — Метек, жених Зюты
- Станислав Мильский — беззубый квартирант
- Лена Вильчиньская — квартирантка
- Алина Ростковская — квартирантка
- Леонард Анджеевский — рабочий
- Хенрик Биста — рабочий
- Витольд Дембицкий — рабочий
- Тадеуш Хмелевский — рабочий
- Ежи Сколимовский — харцер